# Parque nacional de Way Kambas
Parque nacional de Way Kambas (en indonesio: Taman Nasional Way Kambas) es un parque nacional que abarca 1300 kilómetros cuadrados en la provincia de Lampung, en el sur de Sumatra, Indonesia.
Se compone de bosques pantanosos y bosques pluviales de tierras bajas, sobre todo de crecimiento secundario como consecuencia de la tala extensiva en los años 1960 y 1970. A pesar de la disminución de las poblaciones, el parque aún tiene algunas en peligro de extinción como los tigres de Sumatra, elefantes de sumatra y rinocerontes de Sumatra. También se pueden observar aves, con al menos 400 especies presentes en el parque.

## Imágenes

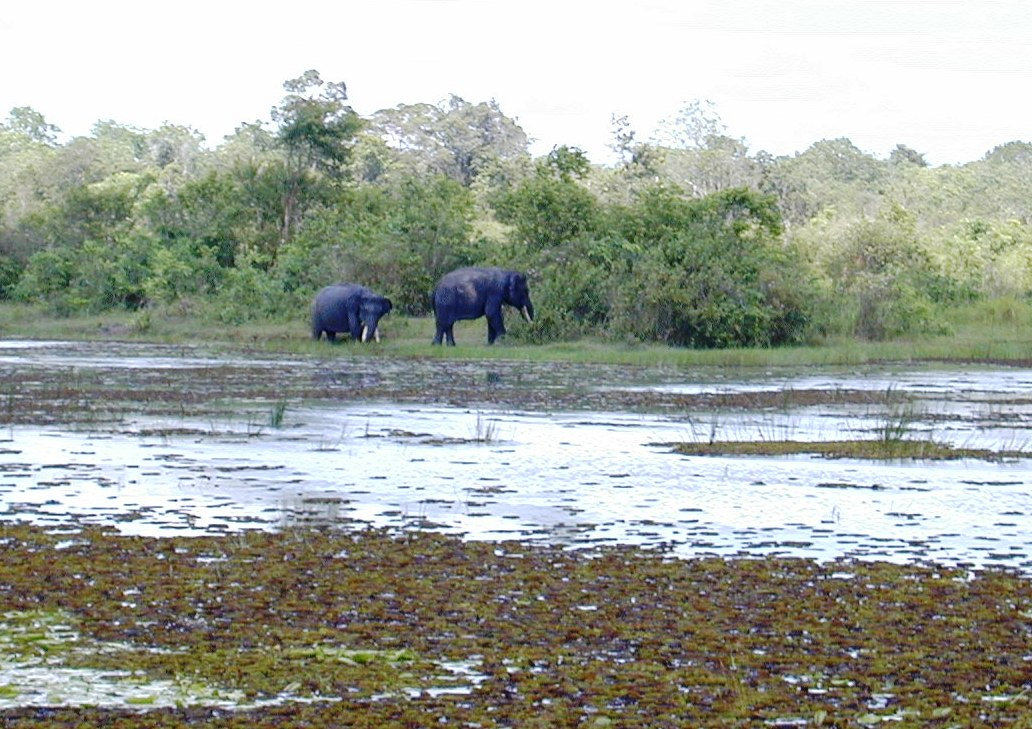